# Gisy-les-Nobles
Gisy-les-Nobles är en kommun i departementet Yonne i regionen Bourgogne-Franche-Comté i norra Frankrike. Kommunen ligger i kantonen Pont-sur-Yonne som tillhör arrondissementet Sens. År 2022 hade Gisy-les-Nobles 556 invånare.

## Befolkningsutveckling
Antalet invånare i kommunen Gisy-les-Nobles
| Referens: INSEE |